# 黒誠会
黒誠会（こくせいかい）は、大阪市北区に本部を置いていた暴力団で、指定暴力団・神戸山口組の二次団体。2020年に解散した。

## 略歴

### 初代
- 黒澤組副組長、前田組組長・前田和男は、黒澤組の解散に伴い、前田組から黒誠会に改称し、四代目山口組に参画した。
- 五代目山口組に参画した。
- 1988年5月27日、五代目山口組若頭補佐に就任した。
- 五代目山口組若頭補佐、黒誠会会長・前田和男は、引退した。

### 二代目
- 黒誠会若頭・剣政和は、二代目黒誠会会長に襲名し、五代目山口組に参画した。
- 2005年8月、六代目山口組に参画した。
- 2007年、六代目山口組幹部に就任した。
- 2015年8月26日、六代目山口組を離脱した。
- 2015年8月27日、共に離脱した13団体と神戸山口組を結成し、神戸山口組若頭補佐に就任した。
- 2015年10月15日、警視庁本所署は、知人から現金を脅し取ろうとした恐喝未遂容疑で、二代目黒誠会本部長中井敏明（65）を逮捕した[1]。

## 歴代
- 初代 - 前田和男（五代目山口組若頭補佐／四代目山口組若中／黒澤組副組長）1993年09月10日死去

## 当代
- 二代目 - 剣 政和（本名：笹 昭、神戸山口組若頭補佐／六代目山口組幹部／五代目山口組若中／黒誠会若頭）

## 構成
- 会長 - 剣 政和
- 若頭 - 神田清正（神田組組長）
- 本部長-鈴木雅祥 (鈴雅会会長）
- 舎弟頭代行 - 木稲明人
- 事務局長-大西登
- 若頭補佐 - 近藤英二（二代目濱田組組長）
- 顧問 - 松宮和彦（松宮組組長）
- 相談役 - 高木赤心（赤心会会長）
- 若中 - 津田龍二
- 若中 - 竹内一弘